# 레이더

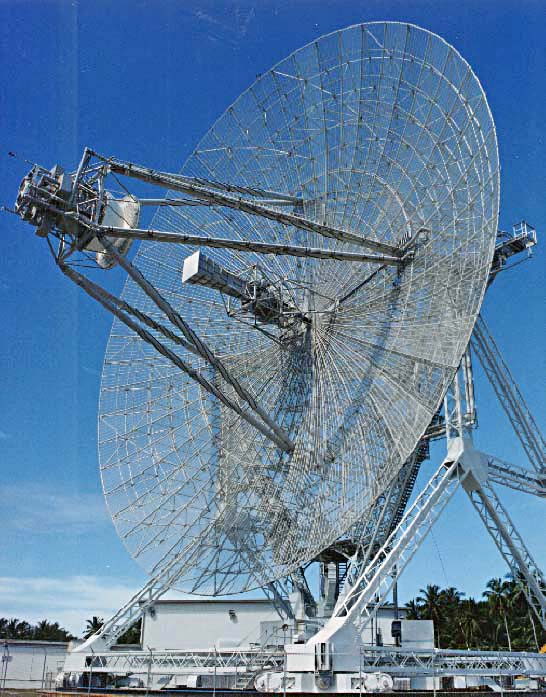
레이더용 파라볼라 안테나

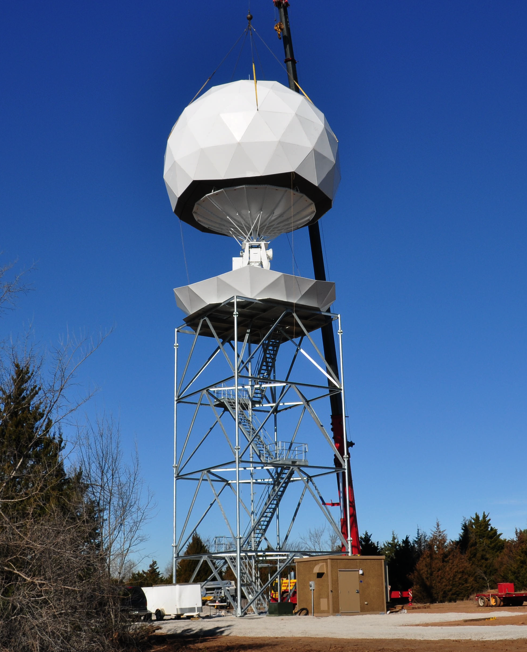
설치중인 C 밴드 기상 레이더

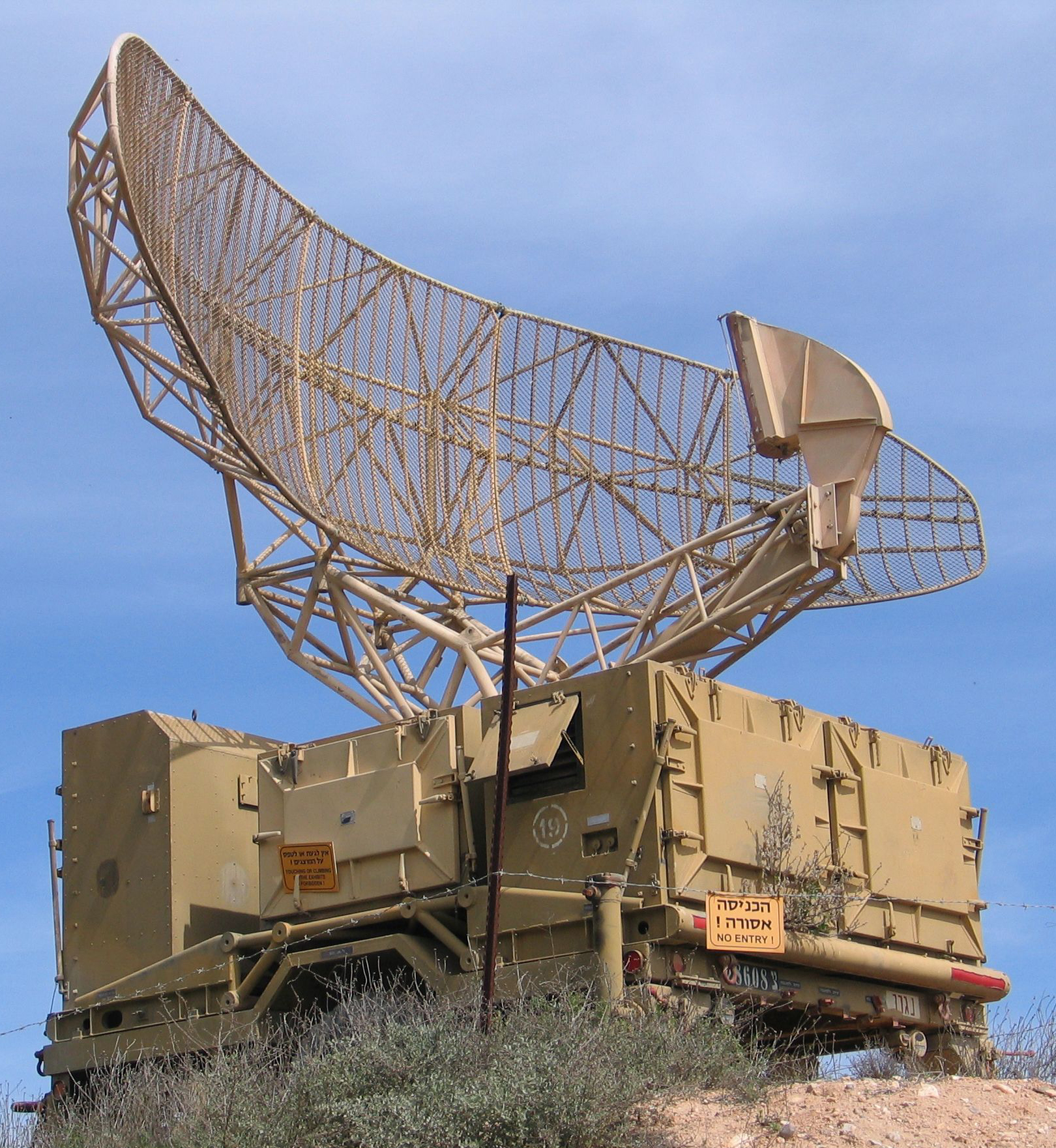
이스라엘의 항공관제용 군용 레이더

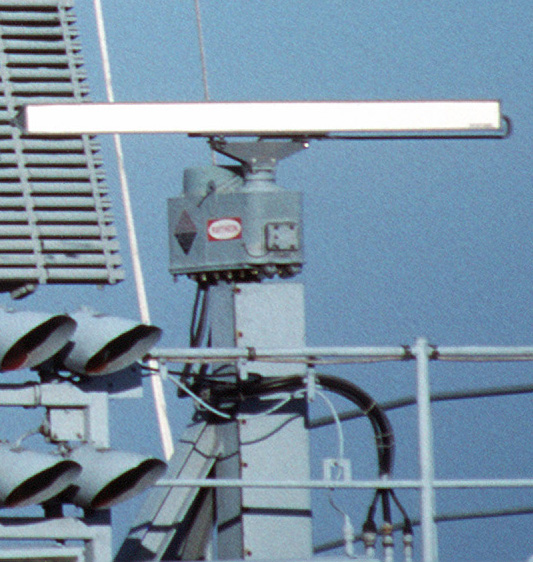
선박용 레이더 (waveguide slot antenna)

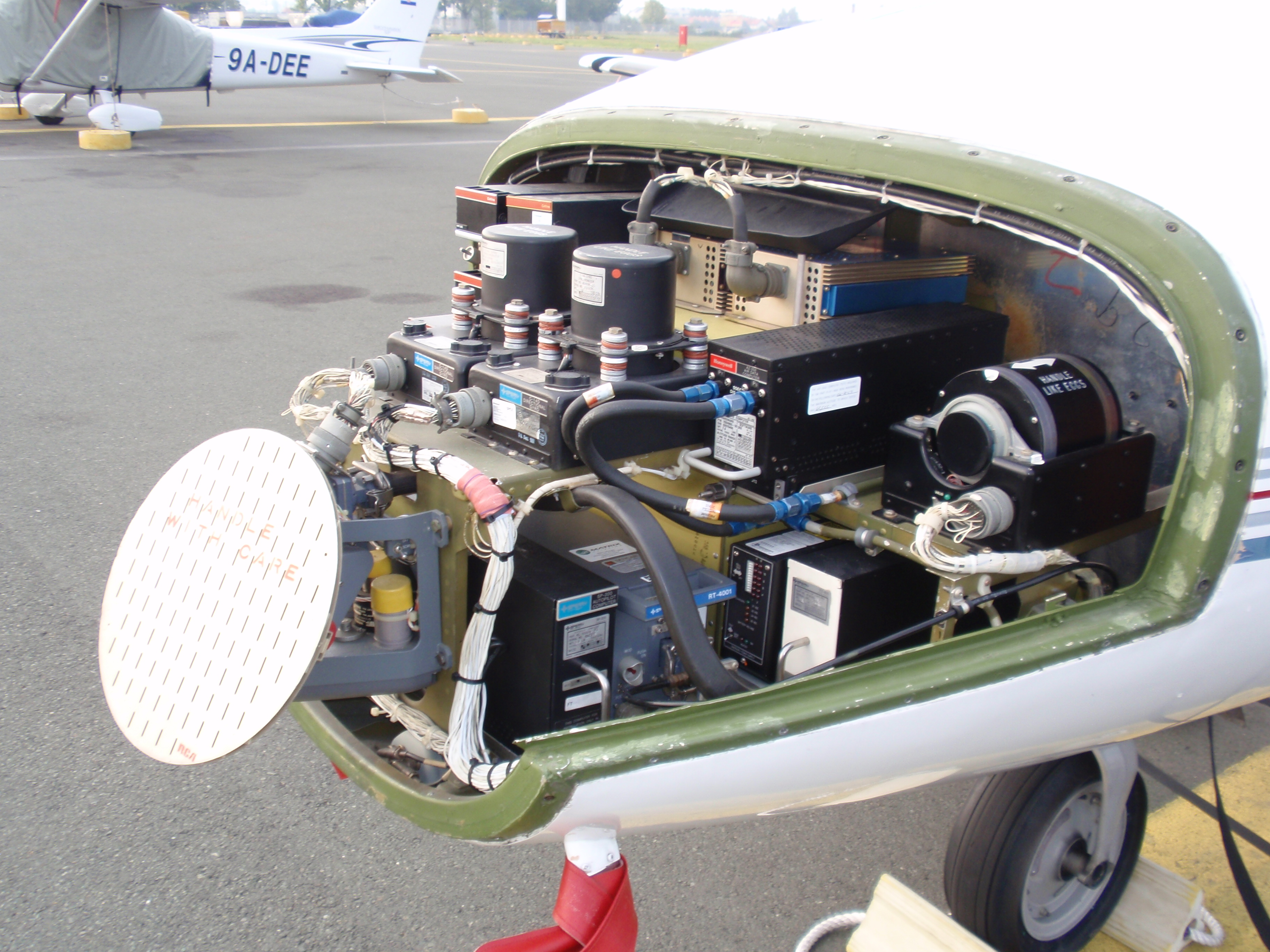
항공기에 탑재된 레이더

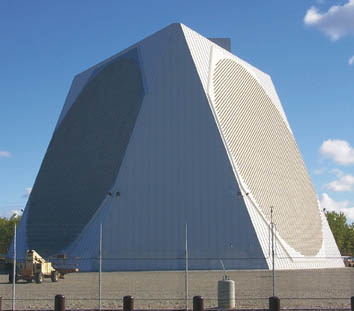
알래스카의 탄도 미사일 조기 경보 시스템 레이더 (phase shift array antenna)

펄스 레이더 원리

연속파(FMCW,FSK) 레이더 원리

레이더(영어: radar, radio detection and ranging) 또는 레이다 또는 전파 탐지기(電波探知機)는 전파를 사용하여 목표물의 거리, 방향, 각도 및 속도를 측정하는 감지 시스템(detection system)이다. 전파법 2조 19항에는 "결정하고자 하는 위치에서 반사 또는 재발사되는 무선신호와 기준신호와의 비교를 기초로 하는 무선측위 설비를 말한다."라고 정의하고 있다. 항공기, 선박, 우주선, 미사일, 자동차, 기상 구조물 및 지형을 탐지하는데 사용될 수 있다. 전쟁에서 적의 위치를 알아내기도 하며, 사람이 들어가지 못하는 심해까지 레이더를 쏘아 그 수심을 알아내기도 한다.

## 어원
레이더의 영어 단어인 RADAR는 radio detection and ranging이다. 이것은 미국에서 지어진 것으로 당초 영국에서는 무선방향탐지기(RDF:Radio Direction Finder(Finding)) 혹은 고주파방향탐지기(HFDF:High Frequency Direction Finder(Finding))로 불리고 있었다.

## 원리
강한 전자기파를 발사하고 그것이 물체에 맞고 반사되어 되돌아 오는 전자파를 분석하여 대상물과의 거리를 측정한다. 기상용 레이더의 경우, 빗방울(눈송이도 포함한다)로부터 반사되는 반사파의 전력 밀도를 측정하여 그 지점에서의 우량(강수 강도)을 검출한다.
레이더에 파장이 긴 저주파를 사용하면 전파의 감쇄가 작고 먼 곳까지 탐지할 수가 있지만 정밀한 측정이 되지 않아 해상도는 나빠진다. 반대로 파장이 짧은 고주파는 공기중에 포함되는 수증기, 눈, 비 등에 흡수 또는 반사되기 쉽기 때문에 감쇄가 커서 먼 곳까지 탐지하지 못하지만 높은 해상도를 얻을 수가 있다.
따라서 대공 레이더, 대지 레이더 등 원거리의 목표물을 빨리 발견할 필요성이 있는 경우에는 저주파의 전파를 사용하고 사격 관제 레이더 등 목표의 형태나 크기 등을 정밀하게 측정할 필요성이 있는 경우에는 고주파의 전파를 사용하는 것이 적합하다.

### 레이더 공식
수신 안테나로 되돌아 오는 전력 Pr은 아래 식에 의해 주어진다.
{\displaystyle P_{r}={{P_{t}G_{t}A_{r}\sigma F^{4}} \over {{(4\pi )}^{2}R_{t}^{2}R_{r}^{2}}}}
여기서,
- Pt = 송신 전력
- Gt = 송신 안테나의 이득
- Ar = 수신 안테나의 유효 개구 면적
- σ = 레이더 직경 또는 목표물의 산란 계수
- F = 패턴 전파 인자
- Rt = 송신기에서 목표물까지의 거리
- Rr = 목표물에서 수신기까지 거리

이다.
송신기와 수신기가 동일한 위치에 있는 일반적인 경우에, Rt = Rr이 되고 Rt² Rr²은 R4로 나타낼 수 있다. 여기서 R은 거리이며, 위 공식은 아래와 같이 정리된다.
{\displaystyle P_{r}={{P_{t}G_{t}A_{r}\sigma F^{4}} \over {{(4\pi )}^{2}R^{4}}}.}
이 식은 전력이 거리의 네 제곱에 반비례해서 작아진다는 것을 보여주며, 먼 거리에 있는 목표물로부터 반사되는 전력은 매우 작다는 것을 의미한다.
필터링과 위상 적분을 추가하면 펄스-도플러 레이더 성능에 대한 레이더 공식으로 쉽게 변환되는데, 이것은 탐지 거리를 증가시키고 송신 전력을 줄이는데 사용될 수 있다.
만약 간섭이 없는 진공 상태에서는 F = 1 이 된다. 전파 인자로 다중 경로와 쉐도윙(shadowing)을 설명할 수 있고 이것은 다양한 전파 환경에 따라 달라진다. 물론, 실제 상황에서는 경로 손실 효과도 고려되어야 한다.

## 역사
어두운 곳을 나는 박쥐가 초음파를 발사해 그 반사음으로 부딪치지 않고 비행하는 것으로부터 힌트를 얻었다.
1930년대에 독일과 영국등에서 실용화되어 1940년 영국은 독일 공군의 공습에 대한 요격 전투에 사용하였다. 초기의 레이더는 비가 내리면 반사되어 거의 도움이 되지 않았고, 지향성도 불충분했다.
신타로 우다와 히데쓰구 야기라는 일본인이 발명한 야기 안테나는 지향성을 갖추는 획기적인 기술이었다. 이것은 구미에서 크게 호평을 받아서 각국에서 군사면에서의 기술개발이 급속히 진행되었다. 그 성과는 마침내 영국 본토 항공전에서 꽃 피었다. 독일 공군의 공습에 대해서 영국 공군은 레이더를 사용한 방공 시스템으로 효율적으로 대처할 수 있었다. 또 시마오키 해전과 빌라·스탄모아 야전에서 미국 해군은 레이더를 활용해 일본 해군을 상대로 승리를 거두었다. 이렇게 해서 레이더는 전쟁을 좌우하는 중요한 정보기기가 되었다.
당시 일본군은 야기-우다 안테나를 완전히 불필요한 것으로 배제해 레이더 개발은 하지 않았다. 그 후 미군이 야기 우다 안테나를 이용하고 있는 것을 알고 서둘러 개발했지만 이미 때는 늦었다.
전자파 발생은 마그네트론 또는 클라이스트론 진공관을 사용했다. 그 성능 향상에 따라서 레이더의 성능도 올라 갔다. 위상 배열 방식은 반도체 증폭기를 사용하기도 한다.
현재는 전파의 집적도를 높이기 위해서 대형 파라볼라 안테나를 사용하게 되었다. 파라볼라 안테나 외에도 Slotted waveguide antenna, Horn antenna, Phase shift array antenna 등이 레이더 전자파의 송수신 용으로 사용된다.

PPI 스코프 애니메이션

## 표시방식 변천
초기의 레이더는 일본 해군의 이이호 전함(2호2형 전파탐신의)가 사용한 A-Scope 표시 방식이 이용되었다. 세로축에 전파 강도를 표시하고 가로축에 시간을 표시하여 강도가 가장 큰 반사파가 돌아오는 시간부터 대상물까지의 거리를 읽어내고 있었다. 레이더 송신기의 방향은 별도로 표시되고 있었기 때문에 다른 방향에 다수의 대상물이 존재하는 경우에는 사용할 수 없었다.
다음 세대의 레이더 표시기는 PPI스코프(Plan Position Indicator scope)로 불리는 원형의 표시기에 시계 방향으로 회전하는 주사선(안테나가 탐사파를 발사해 반사파를 받고 있을 방향을 나타낸다)에 의해서 대상물의 이차원상의 소재를 알 수 있게 되었다. 또한 B스코프로 불리는 표시 방식으로는 가로축에 방위, 세로축에 거리를 나타내는 방식으로 일부의 항공기용 레이더에 적용하는 사례가 있었다.
현대의 레이더 표시기는 통상 레스터 스캔 디스플레이(Raster Scan Display) 위에 대상물의 정보를 문자로 표시하거나 이미지 데이터베이스에 있는 지형 정보 등을 합성해 표시하는 것이 가능하다.

## 레이더를 피해가는 기술
시간이 흐르면서 점차 기술이 발달하면서 빛을 전면 반사하는 재질로 만든 비행기인 스텔스기가 출현하면서 된 것인데, 빛을 쏘아보는 레이더의 특성 상 알아낼 수 없다. 대상을 항해 쏘면 반사시킨다는지, 빛을 흡수한다든지, 소멸시킨다든지 여러 가지 성능이 있다. 각광받는 것은 흡수하는 것인데, 가장 효율적이라고 한다.

## 레이더의 종류
- 기상 레이더 (Weather radar)
- 보조감시 레이더 (Secondary surveillance radar)
- 합성개구레이더 (Synthetic aperture radar)
- 수동형 레이더 (Passive radar)
- 레이저 레이더 (Light detection and ranging)
- 포구속도측정기 (Muzzle Velocity Radar System)

## 같이 보기
- 도플러 효과
- SAMV
- 레이저